# Cloppenburg
Cloppenburg (70, 6 km²; 36.000 ab. ca.) è una città della Bassa Sassonia (Niedersachsen), in Germania.
È capoluogo del circondario (Landkreis) omonimo.
Cloppenburg si fregia del titolo di "Comune indipendente" (Selbständige Gemeinde).

## Geografia fisica

### Posizione
Cloppenburg si trova nell'Oldenburger Münsterland, all'incirca a metà strada tra Osnabrück ed Oldenburg, ed è situata a ca. 70 km a sud-ovest di Brema.

## Storia
La città nacque da due nuclei originari, il più antico dei quali, la parrocchia di Krapendorf, venne fondato nell'819 da missionari provenienti da Visbek (cittadina che si trova a 25 km ad est di Cloppenburg).  Il nome Cloppenburg è citato per la prima volta solo nel 1297.

## Da vedere
L'attrattiva principale di Cloppenburg è il Museumsdorf Cloppenburg, un museo all'aperto, dove sono stati “trapiantati” vari edifici provenienti da diverse zone della Bassa Sassonia.